# ГЕС Аугст-Вілен
ГЕС Аугст-Вілен (нім. Augst-Wyhlen) — гідроелектростанція на річці Рейн на кордоні між Німеччиною та Швейцарією. Розташована між іншими ГЕС рейнського каскаду Рейнфельден (вище по течії) та Бірсфельден.
Електростанція, розташована менше ніж у 10 км на схід від Базелю, з'явилась ще у 1912 році та включала два машинні зали: Augst на швейцарській та Wyhlen на німецькій території. На початку 1990-х стару ГЕС вирішили замінити новим об'єктом. Після 1994 року станція Augst обладнана сімома новими турбінами типу STRAFLO, які разом із двома старими типу Френсіс видають потужність у 34 МВт, тоді як станція Wyhlen має шість турбін типу STRAFLO та п'ять типу Френсіс із сукупною потужністю 39 МВт. При цьому частину турбін Френсіса вивели з експлуатації. ГЕС працює при напорі від 4,5 до 6,75 метра, що забезпечує річне виробництво на рівні біля 0,5 млрд кВт-год (майже порівну для Augst та Wyhlen).
Рейн перегороджено греблею довжиною 212 метрів із десяти водопропускних секцій. У швейцарській частині гідрокомплексу обладнано судноплавний шлюз із розмірами камери 110 метрів у довжину та 12 метрів у ширину. Також комплекс обладнано рибоходами, модернізованими у 2000-х роках.